# 螽斯 (诗经)
螽斯是《诗经》《国风》中《周南》章的一首诗歌。

## 原诗
螽斯羽，詵詵兮，宜爾子孫，振振兮。 
螽斯羽，薨薨兮，宜爾子孫，繩繩兮。 
螽斯羽，揖揖兮，宜爾子孫，蟄蟄兮。

## 直譯
螽斯展翅，群集低飛， 
宜多子孫，家族興旺。
螽斯展翅，嗡嗡而響， 
宜多子孫，世代綿延。
螽斯展翅，群聚一堂， 
宜多子孫，和睦歡暢。

## 含义
《毛诗序》云：“《螽斯》，后妃子孙众多也，言若螽斯。不妒忌，则子孙众多也。”历代对本诗的意旨有不同的解读。朱熹《詩經集注》（《诗集传》）曰：“螽斯，蝗屬。長而青，長角長股，能以股相切而作聲，一生九十九子。”清朝训诂学家王念孙认为：“首章之振振言其仁厚，二章之绳绳言其戒慎，三章之蛰蛰言其和集，皆称其子孙之贤，非徒其子孙之众多而已。”一般认为，本诗是祈求家族后代兴旺，如同螽斯一般。体现了古人多子多福的观念。

## 赏析
本诗属于诗经中少见的以三字句为主要部分的诗篇。方玉润在《诗经原始》中赞叹本诗：“诗只平说，难六字炼得甚新。”另外，本诗通篇描写螽斯，但一语双关，实际也是通篇写人。这种象征手法，在大量运用起兴的诗经中也不多见。